# Cyaniris frejus
Cyaniris frejus är en fjärilsart som beskrevs av Leonardo De Prunner 1798. Cyaniris frejus ingår i släktet Cyaniris och familjen juvelvingar. Inga underarter finns listade i Catalogue of Life.